# Бритиков, Анатолий Фёдорович
Анато́лий Фёдорович Бри́тиков (1 февраля 1926 — 15 марта 1996) — русский советский учёный-литературовед и критик, известный специалист по советской фантастике, доктор филологических наук.

## Биография
В 1950 году окончил филологический факультет Одесского университета, затем работал в газете «Черноморская коммуна». В 1958 году защитил кандидатскую диссертацию в Институте русской литературы АН СССР (Пушкинский дом), куда и перешёл на работу в качестве старшего научного сотрудника. 
Печататься начал с 1951 года. Автор монографий «Мастерство Михаила Шолохова» (1964) и «Русский советский научно-фантастический роман» (1970), а также глав и разделов в «Истории русского советского романа», «Русском советском рассказе. Очерки жанра» и других трудах Пушкинского дома. Написал десятки работ по теории и истории научной фантастики, а также по творчеству отдельных авторов фантастов (ряд публикаций — в соавторстве с А. Балабухой) — А. Беляева, А. Богданова, И. Ефремова и других. Член Союза писателей СССР.
В 1973 году на совещании писателей-фантастов социалистических стран в Познани (Польша) за монографию «Русский советский научно-фантастический роман» Бритикову была присуждена международная премия. Лауреат премии имени Александра Беляева (посмертно) за эту же работу.
В 2000 году была посмертно издана вторая его монография по фантастике — «Отечественная научно-фантастическая литература. Некоторые проблемы истории и теории жанра».

## Премии и награды
- 1996, Беляевская премия, Специальная премия Жюри
- 2001, АБС-премия в категории «Критика и публицистика» за «Отечественная научно-фантастическая литература. Некоторые проблемы истории и теории жанра»
- 2001, Бронзовая Улитка в категории «Публицистика» за «Отечественная научно-фантастическая литература. Некоторые проблемы истории и теории жанра»
- 2001, Странник в категории «Критика (публицистика)» за «Отечественная научно-фантастическая литература. Некоторые проблемы истории и теории жанра»

### в качестве рецензента
- Гуревич Г.И. Беседы о научной фантастике : Книга для учащихся [печатный текст] / Гуревич, Георгий Иосифович, Автор (Author); Пронина, Елена Петровна, Редактор (Editor); Игнатьев, Николай Александрович, Художник (Artist); Бритиков, Анатолий Федорович, Автор обозрения, рецензии (Reviewer); Кабанова, Валентина Павловна, Автор обозрения, рецензии (Reviewer); Дербикова, М. М., Технический редактор, типограф (Typographer); Квасницкая, И. В., Технический редактор, типограф (Typographer). - Москва : Просвещение, 1983. - 112 с.: ил.; 21 см.- Библиография в конце текста.- Библиография в подстрочных примечаниях.- 150 000 экземпляров   25 к.